# Kransblommiga växter
Kransblommiga växter, läppblommiga växter eller plisterväxter (Lamiaceae, synonymt familjenamn Labiatae) är en familj i ordningen plisterordningen, klassen tvåhjärtbladiga blomväxter, fylumet kärlväxter och riket växter. Enligt Catalogue of Life omfattar familjen Lamiaceae 618 arter. Bland dessa finns många kryddväxter, såsom basilika, pepparmynta, rosmarin, kryddsalvia, mejram, oregano och kryddtimjan.
De flesta växter i denna familj är örter eller buskar. Ett synonymt familjenamn är Labiatae (latin labium, ”läpp”), vilket syftar på att blommorna oftast har kronblad som växt ihop och bildat en överläpp och en underläpp, och är därmed zygomorfa. Bladen innehåller aromatiska oljor. Stamtvärsnittet är kvadratiskt.
Kransblommiga växter finns över i stort sett hela världen och i alla slags miljöer.
Kransblommiga växter har en egendomlig utformning av delfrukterna, nämligen det lilla knöl- eller valkformiga bihang vid deras bas, som kallas foten och som kan anses för ett från fruktfästet lösgjort parti. Hos blåsugesläktet (Ajuga) är denna "fot" starkt utvecklad, liksom hos brunörtssläktet (Prunella), frossörtssläktet (Scutellaria) och framförallt hos gulplister (Lamiastrum galeobdolon), där den köttiga foten upptar 1/3 av fruktens hela längd. Samma egendomliga organ återfinns hos flera strävbladiga växter, till exempel lungörtssläktet (Pulmonaria) och vallörtssläktet (Symphytum), där en liten vitaktig tapp utgår från den svarta fruktens skålformiga fästyta. Man har funnit, att detta organ i sina celler innehåller fet olja, och hos flera växter, särskilt blåsugesläktet, uppsöker myror de mogna frukterna för att släpa bort dem till sina bon, varvid de i synnerhet intresserar sig för den så kallade foten. De växter, på vilka myror gärna uppehåller sig, lockade av någon godsak eller andra förmåner, kallas myrmekofila (myrlockande eller myrvänner): de har tagit myrans arbetsamhet i sin tjänst, i detta fall för fruktspridningens räkning. Sugor saknar varje annat spridningsmedel. Det är däremot ovisst, till vad myrorna brukar sugornas små frukters oljehaltiga bihang, men i några andra fall har det konstaterats, att det tjänar myror och andra smådjur till föda.

## Bildgalleri

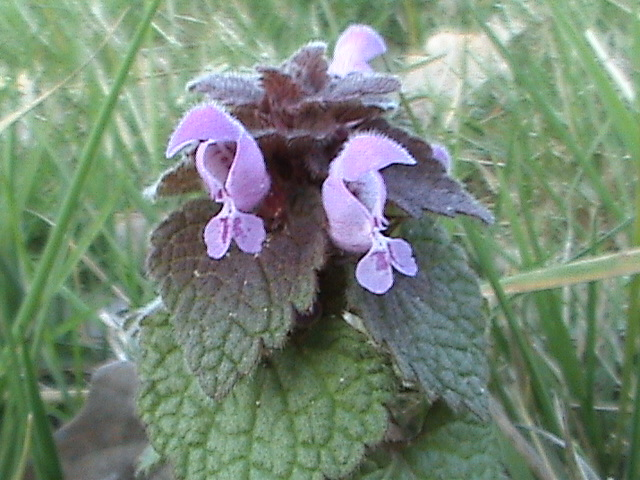
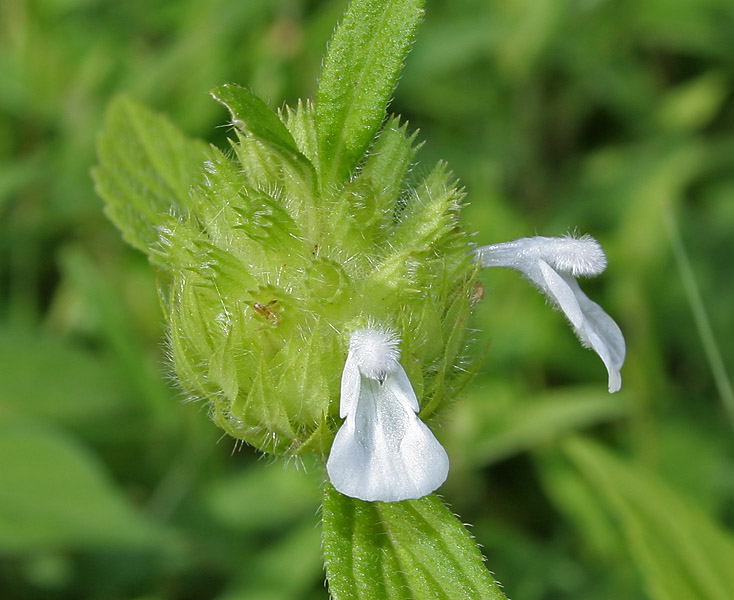

## Dottertaxa till Kransblommiga växter, i alfabetisk ordning
- Acanthomintha
- Aegiphila
- Agastache
- Ajuga
- Ballota
- Blephilia
- Brazoria
- Callicarpa
- Caryopteris
- Cedronella
- Chaiturus
- Clerodendrum
- Clinopodium
- Collinsonia
- Conradina
- Cornutia
- Cunila
- Dicerandra
- Dracocephalum
- Elsholtzia
- Faradaya
- Galeopsis
- Glechoma
- Gmelina
- Haplostachys
- Hedeoma
- Holmskioldia
- Hyptis
- Hyssopus
- Lallemantia
- Lamium
- Lavandula
- Leonotis
- Leonurus
- Lepechinia
- Leucas
- Lycopus
- Macbridea
- Marrubium
- Marsypianthes
- Meehania
- Melissa
- Mentha
- Micromeria
- Moluccella
- Monarda
- Monardella
- Mosla
- Nepeta
- Ocimum
- Origanum
- Perilla
- Perovskia
- Petitia
- Phlomis
- Phyllostegia
- Physostegia
- Piloblephis
- Plectranthus
- Pogogyne
- Pogostemon
- Poliomintha
- Premna
- Prunella
- Pycnanthemum
- Rhododon
- Rosmarinus
- Salazaria
- Salvia
- Satureja
- Scutellaria
- Sideritis
- Stachydeoma
- Stachys
- Stenogyne
- Synandra
- Tectona
- Tetraclea
- Teucrium
- Thymus
- Trichostema
- Warnockia
- Vitex
- Volkameria